# Pendrov
Pendrov (dříve Pemdorf a Pendorf, německy Pendorf) je vesnice, součást města Rosice v okrese Brno-venkov. Tvoří jednu ze základních sídelních jednotek města. Pendrov se nachází v údolí Bobravy, pod historickým centrem Rosic. Jeho jádro tvoří ulice 1. května, a dále ulice Úvoz, Ve Strži a jižní zástavba ulice Pod Zahrádkami.

## Historie
První písemná zmínka o Pendrově pochází z roku 1369, v průběhu staletí byl součástí rosického panství. Na přelomu 17. a 18. století byla na kopci jižně od vsi postavena barokní kaple Nejsvětější Trojice. V 19. století byl Pendrov samostatnou obcí s vlastním katastrálním územím. V roce 1856 byla přes katastr Pendrova zprovozněna společností Brněnsko-rosická dráha železniční trať z Brna do Zastávky, na níž později vznikla zastávka Rosice. Roku 1880 se Pendrov stal součástí Rosic. Měl status osady, který ztratil někdy mezi roky 1930 a 1950. Roku 1947 bylo zrušeno jeho katastrální území, které bylo začleněno do rosického katastru. Nejstarší stavení Pendrova mají přečíslovaná čísla domů – k původnímu popisnému číslu se přičetla číslovka 700.

## Obyvatelstvo
| Rok            | 1869 | 1880 | 1890 | 1900 | 1910  | 1921  | 1930  | 1950 | 1961 | 1970 | 1980 | 1991 | 2001 | 2011 | 2021 |
| -------------- | ---- | ---- | ---- | ---- | ----- | ----- | ----- | ---- | ---- | ---- | ---- | ---- | ---- | ---- | ---- |
| Počet obyvatel | 735  | 855  | 967  | 950  | 1 012 | 1 187 | 1 363 | —    | —    | 475  | 389  | 343  | 308  | 336  | 365  |
| Počet domů     | 61   | 83   | 98   | 113  | 131   | 154   | 196   | —    | —    | 103  | 96   | 103  | 110  | 106  | 111  |

Vývoj počtu obyvatel

## Galerie

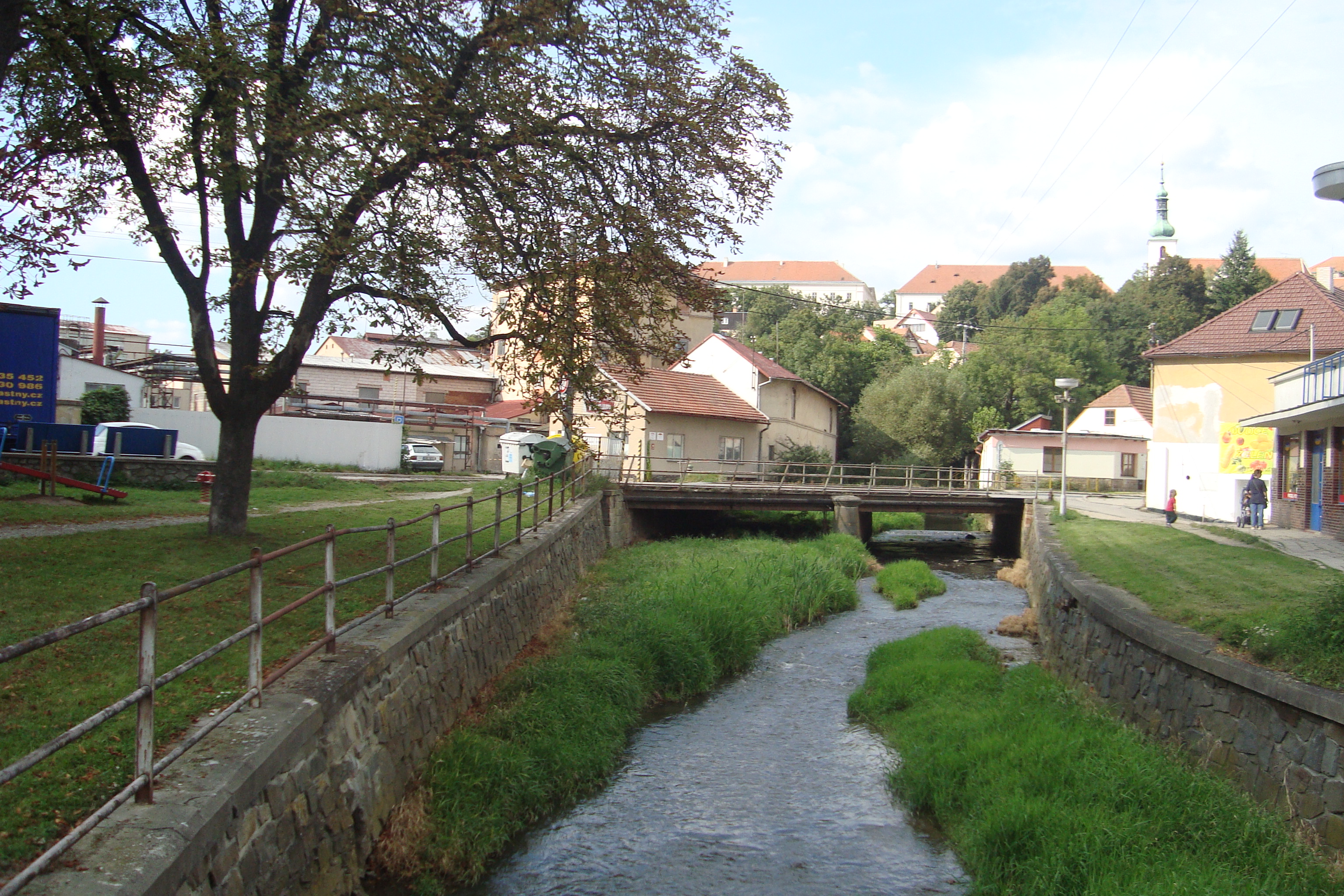
Bobrava v Pendrově
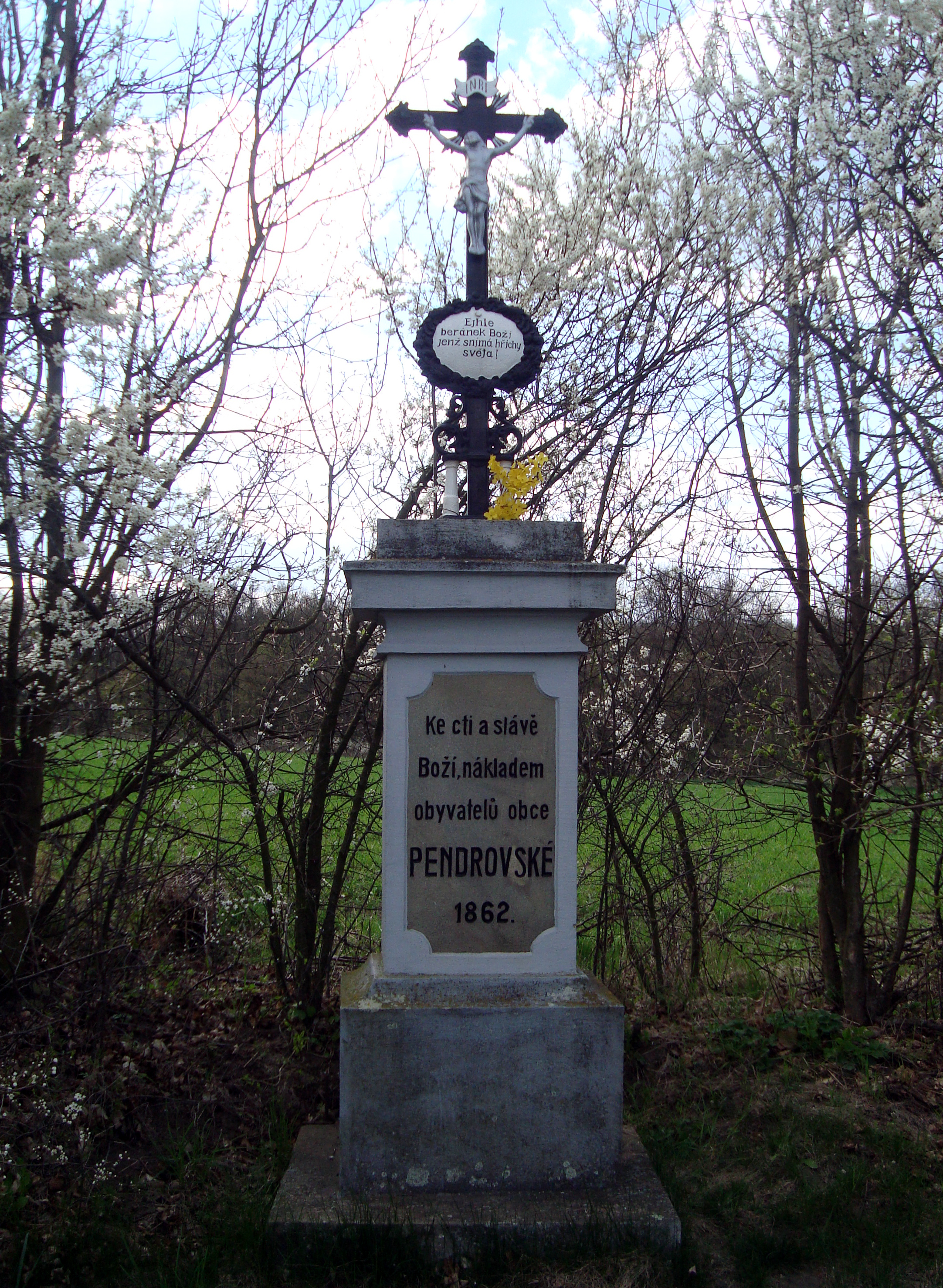
Kříž u cesty do Kratochvilky
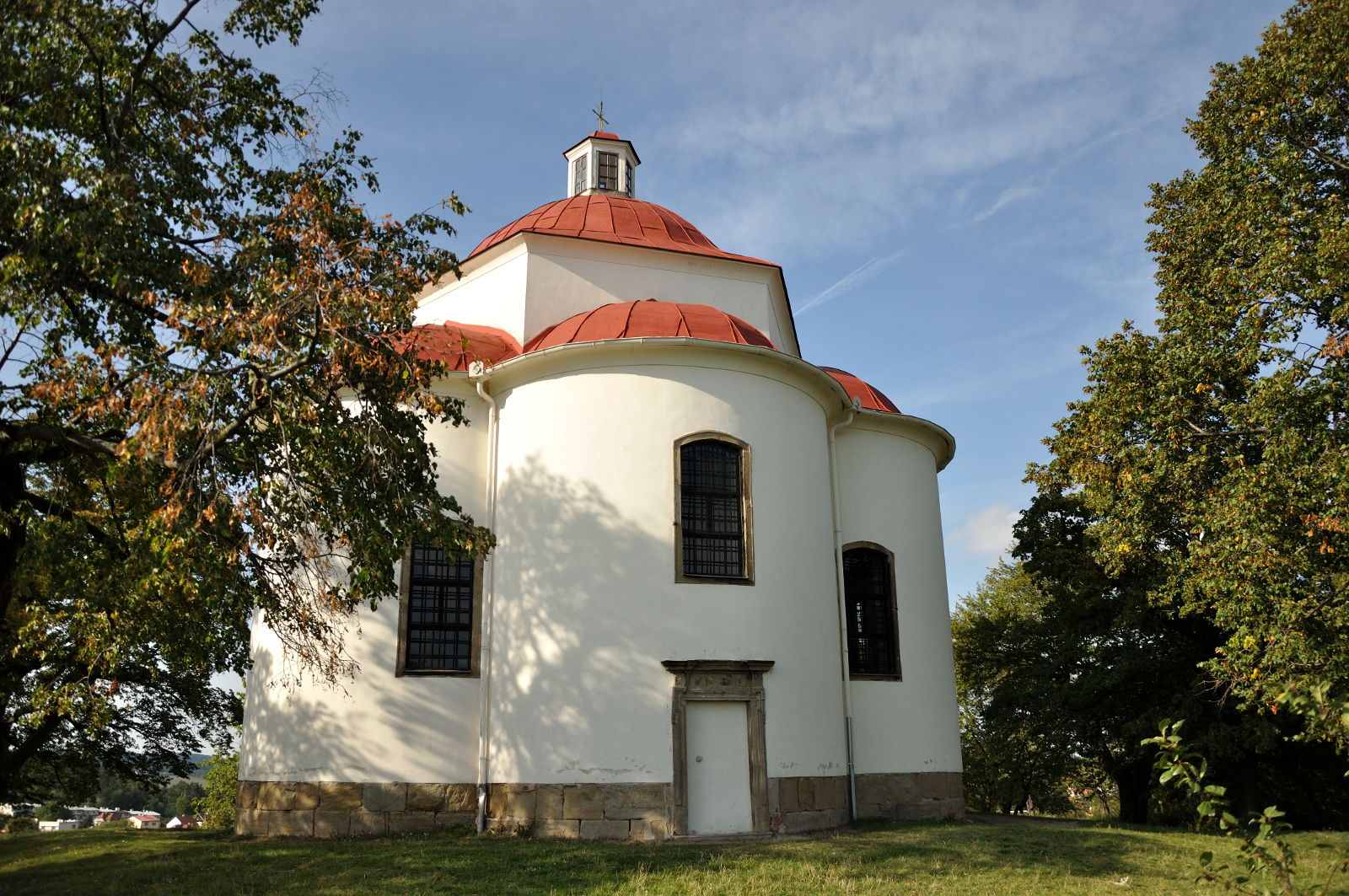
Kaple Nejsvětější Trojice
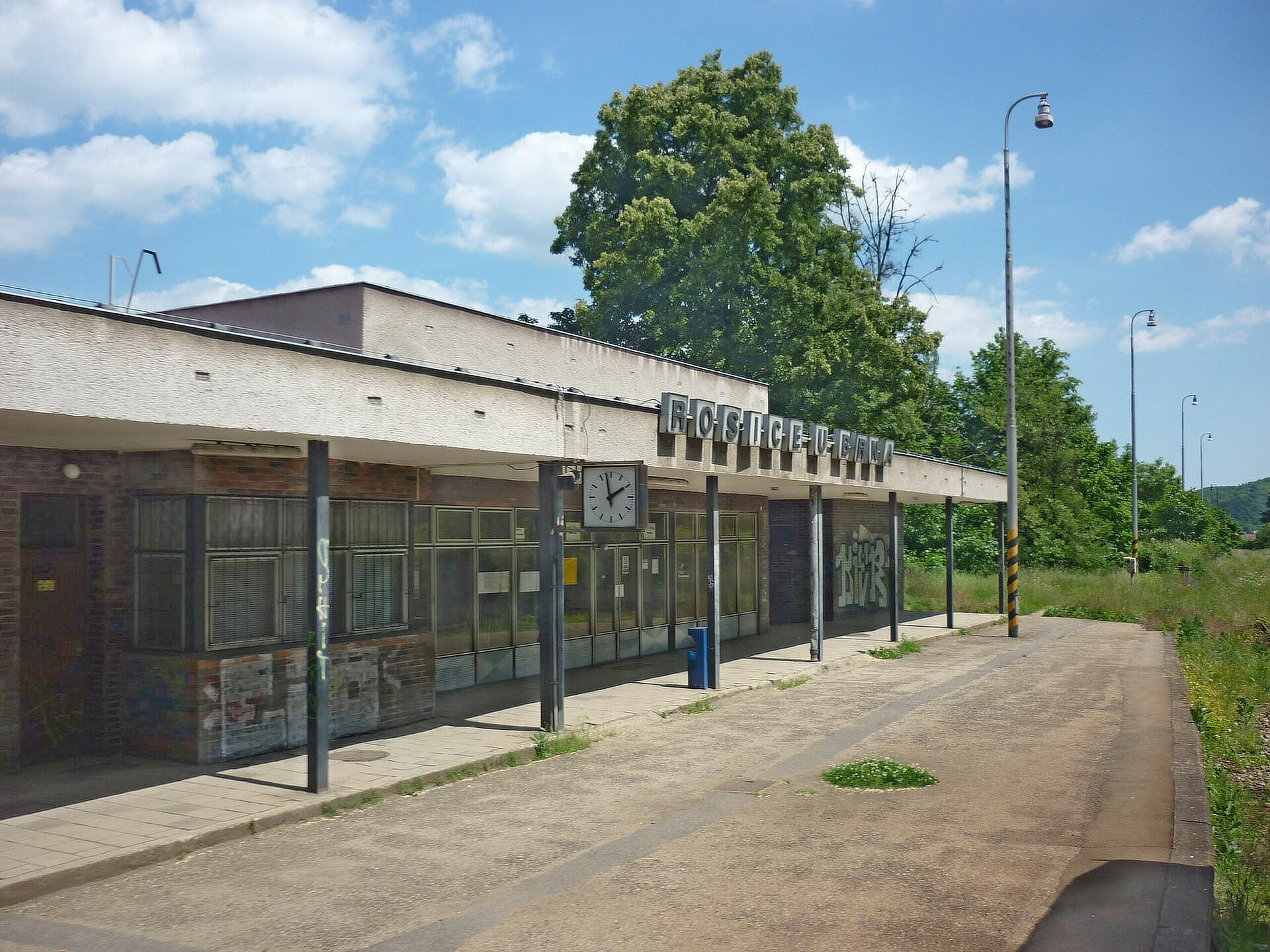
Železniční zastávka Rosice u Brna
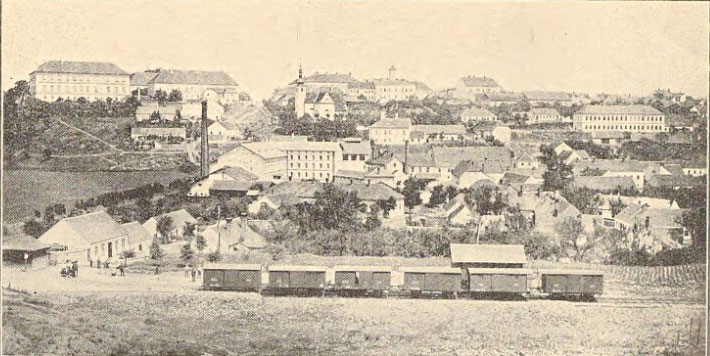
Pohled na Rosice v roce 1898, v popředí Pendrov